# Gyökérrontó tapló
A gyökérrontó tapló (Heterobasidion annosum) a Bondarzewiaceae családba tartozó, Eurázsiában, Észak-Amerikában és Ausztráliában honos, főleg fenyők törzsén, gyökerein élő, parazita gombafaj. 

## Megjelenése
A gyökérrontó tapló termőteste 5-30 cm széles, általában konzolos, félkör vagy legyező alakú, a szomszédos termőtestek összenőhetnek. Sokszor szabálytalan alakú vagy csak laposan elterül az aljzaton. Színe sárgás-, gesztenye-, vagy vörösbarnás, a közepe sötétebb is lehet, idősen megsötétedik; növekedésben levő széle fehéres. Felszíne egyenetlen, sugarasan ráncos. Széle általában éles, lebenyes, szabálytalan
Alsó pórusos termőrétege fehéres, idősen okkeres-barnás, gyakran rétegezett (a rétegek 3-5 mm vastagok). Pórusai viszonylag szűkek (2-4 db/mm).
Húsa vékony, szívós, parafaszerű; színe fehéres vagy krémszínű. Szaga és íze nem jellegzetes.
Spórapora krémszínű vagy halványsárga. Spórája széles ellipszis vagy majdnem gömb alakú, felszíne finoman szemölcsös, inamiloid, mérete 4,5-6 x 3,5-4,5µm. 

### Hasonló fajok
A vörös tapló, a barna fekvőtapló, a fenyő-kérgestapló hasonlít hozzá. 

## Elterjedése és élőhelye
Eurázsiában, Észak-Amerikában és Ausztráliában honos. Magyarországon gyakori. 
Elsősorban fenyők, ritkábban lombos fák törzsének alsó részén, gyökerein telepszik meg, azok anyagában fehérkorhadást okoz. Parazita, idővel a fa pusztulását okozhatja, ezzel jelentős gazdasági károkat képes okozni. Többnyire sérüléseken keresztül jut a fába, ahol a gyökereken keresztül a szomszédos fákat is megfertőzheti. A termőtest évelő, egész évben látható.

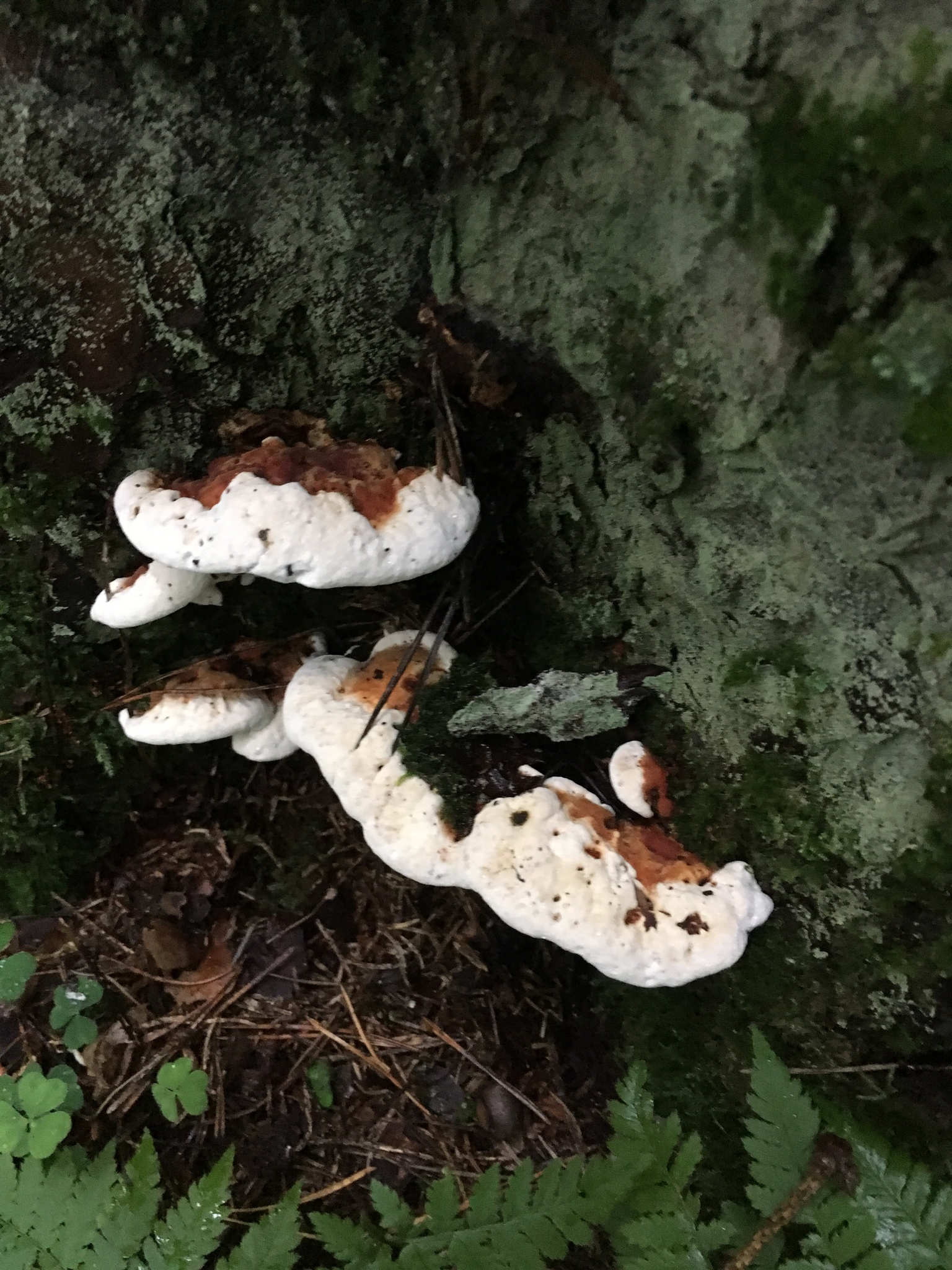
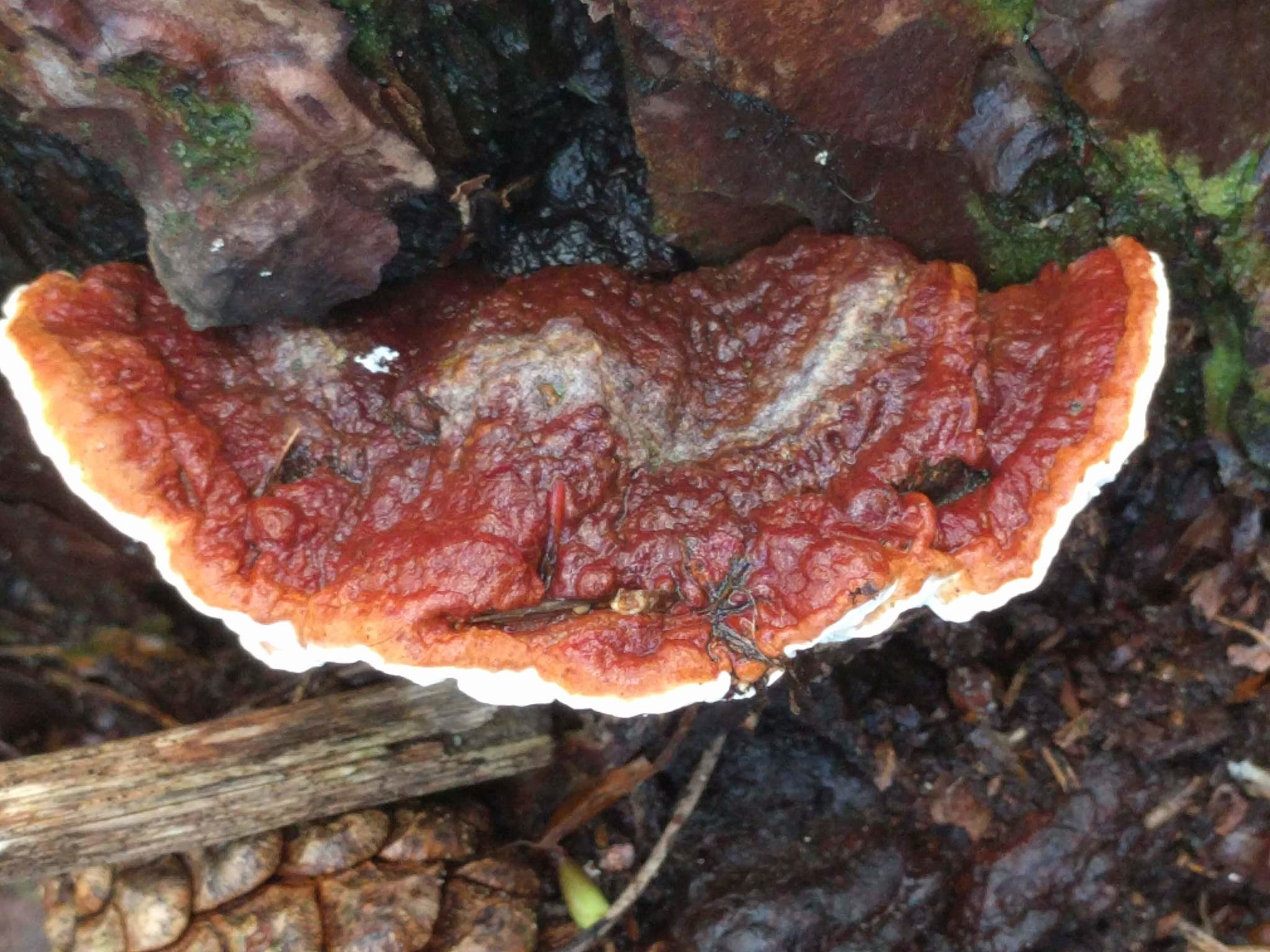
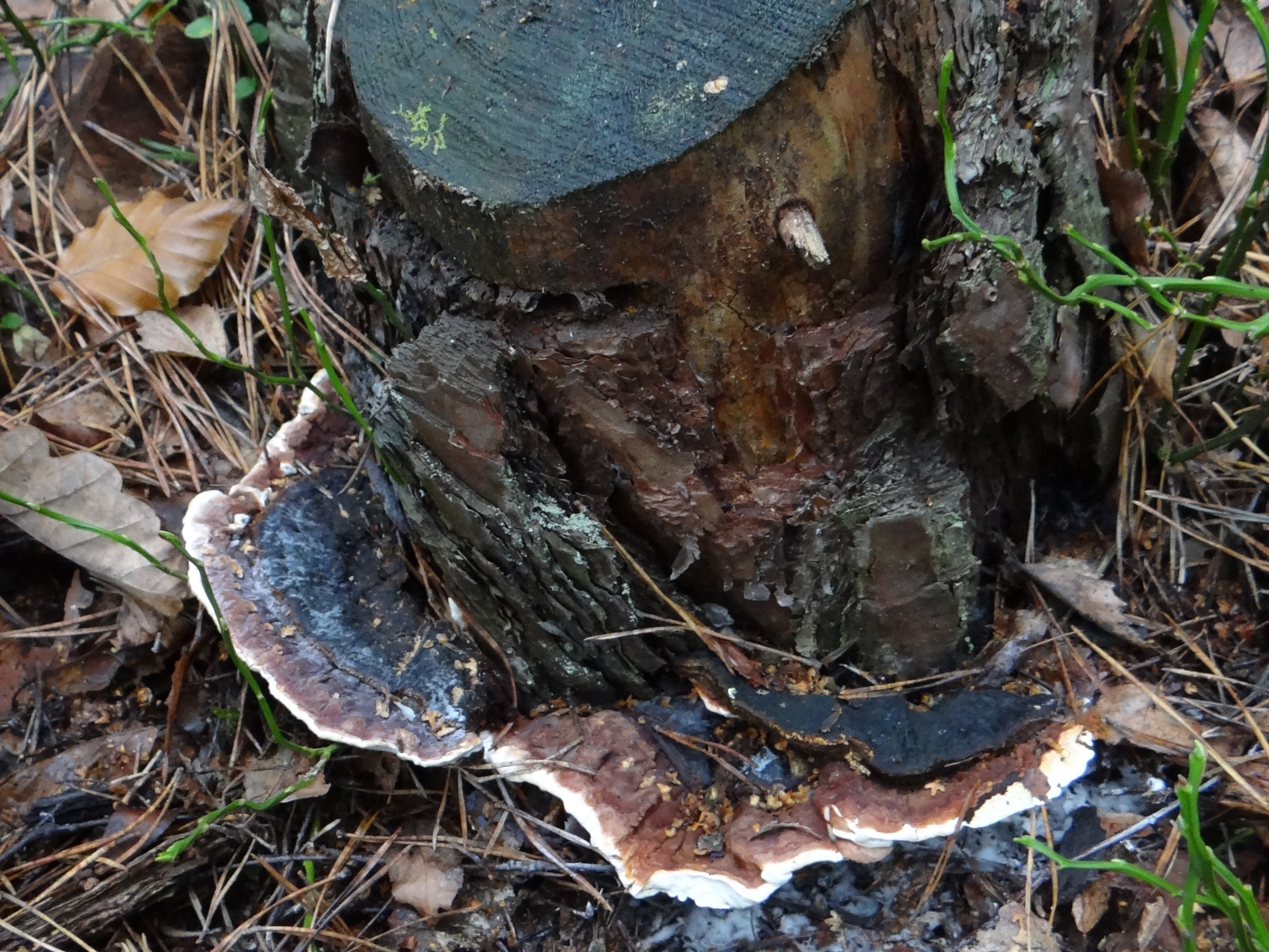
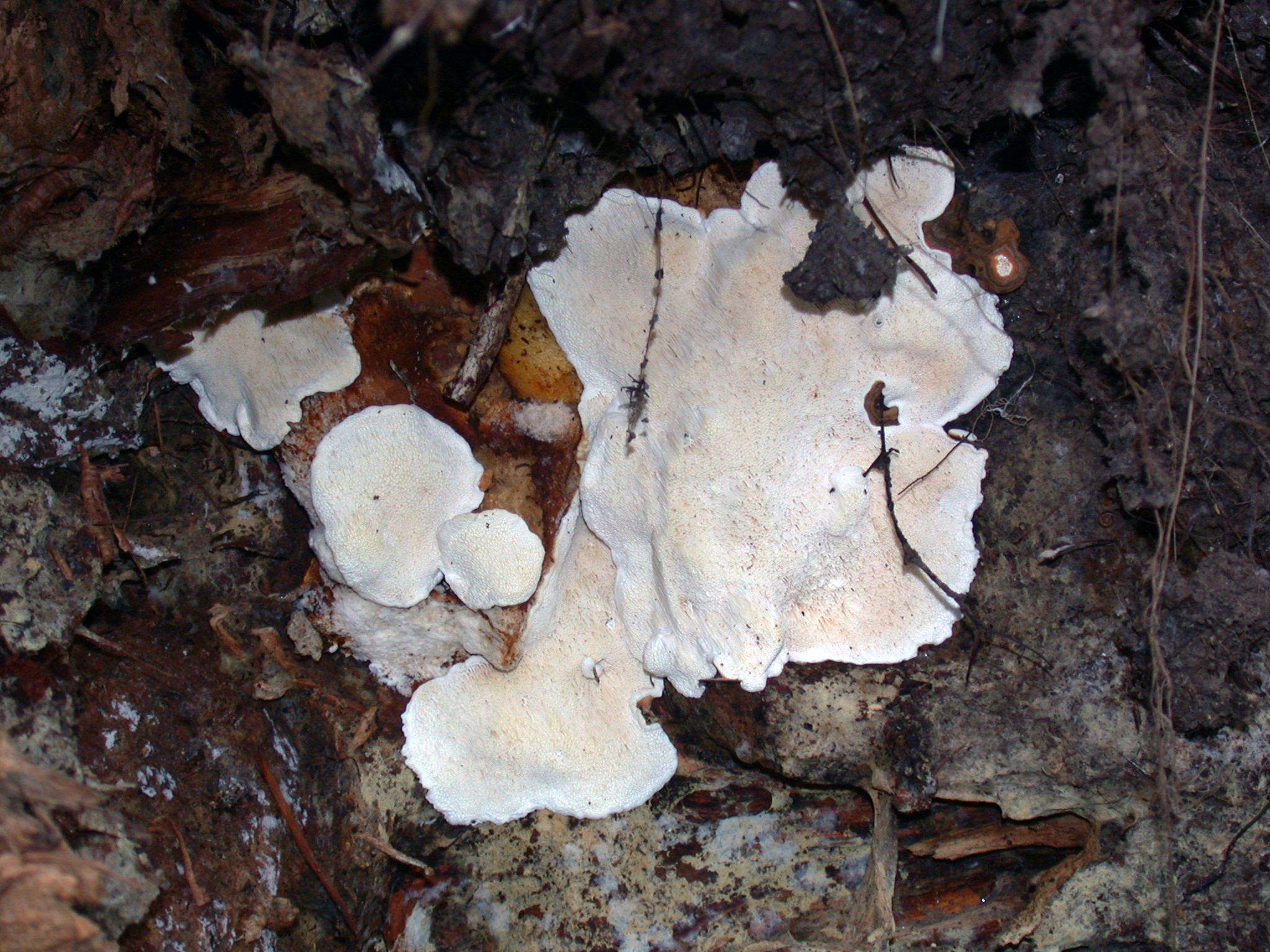
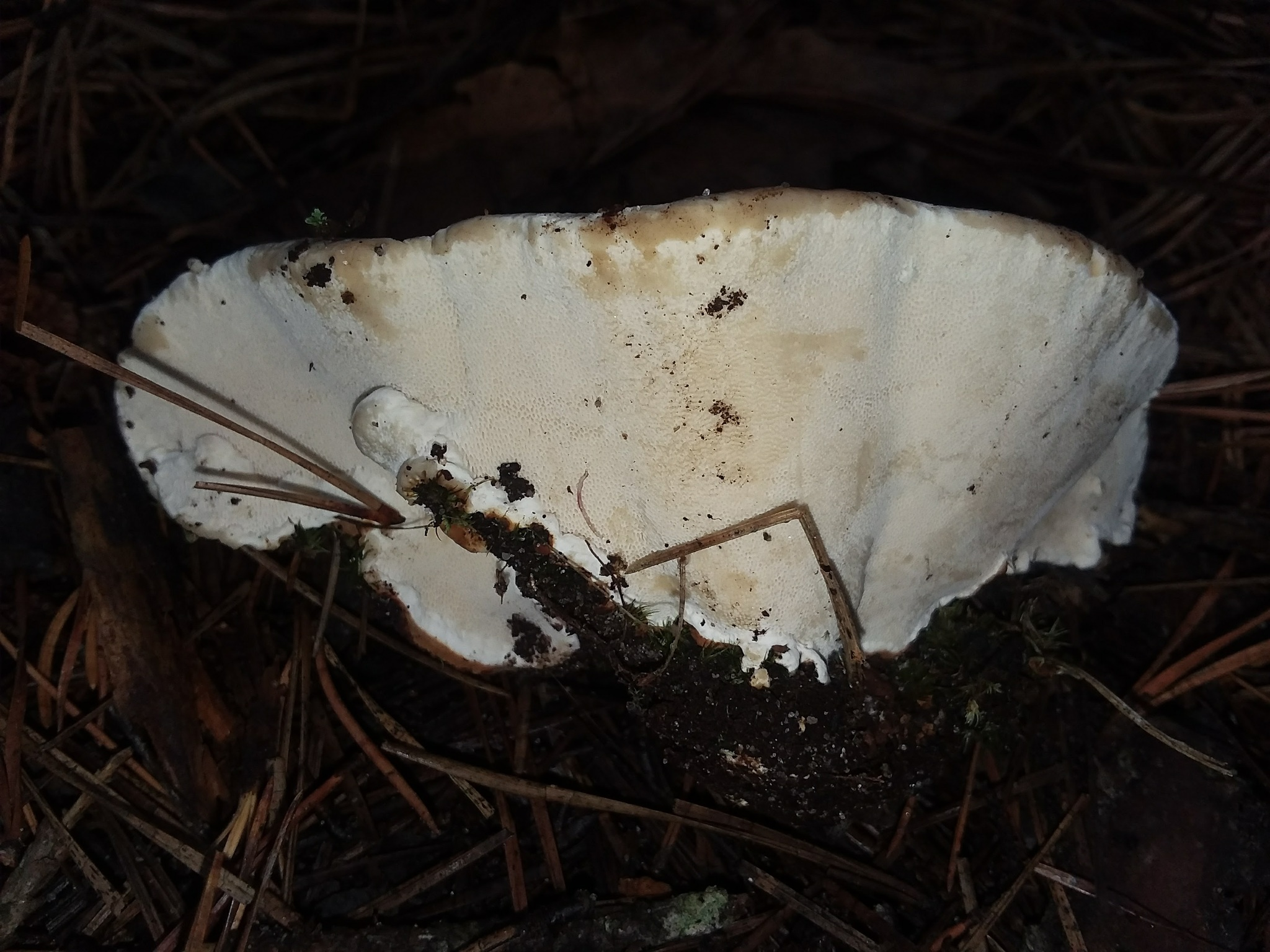

Nem ehető.